# Municipio de Umpire
El municipio de Umpire (en inglés: Umpire Township) es un municipio ubicado en el condado de Howard en el estado estadounidense de Arkansas. En el año 2010 tenía una población de 251 habitantes y una densidad poblacional de 0,91 personas por km².

## Geografía
El municipio de Umpire se encuentra ubicado en las coordenadas 34°16′59″N 94°8′34″O / 34.28306, -94.14278. Según la Oficina del Censo de los Estados Unidos, el municipio tiene una superficie total de 275.57 km², de la cual 274,5 km² corresponden a tierra firme y (0,39 %) 1,07 km² es agua.

## Demografía
Según el censo de 2010, había 251 personas residiendo en el municipio de Umpire. La densidad de población era de 0,91 hab./km². De los 251 habitantes, el municipio de Umpire estaba compuesto por el 89,64 % blancos, el 0,8 % eran amerindios, el 8,76 % eran de otras razas y el 0,8 % eran de una mezcla de razas. Del total de la población el 13,55 % eran hispanos o latinos de cualquier raza.